# Орехово (сельское поселение Успенское)
Орехово — деревня Ржевского района Тверской области, входит в состав сельского поселения «Успенское».

## География
Находится на берегу реки Иружа в 24 км на восток от центра поселения посёлка Успенское и в 33 км на восток от райцентра Ржева.

## История
В 1768 году в селе на средства И.П. Воейкова была построена каменная Богородице-Рождественская церковь с 2 престолами. 
В конце XIX — начале XX века село входило в состав Иружской волости Зубцовского уезда Тверской губернии. В Орехове размещалось родовое имение помещиков Воейковых, им принадлежало 720 дес. земли, льнозавод, кирпичный завод, 2 яблоневых сада. 
С 1929 года деревня являлась центром Ореховского сельсовета Ржевского района Ржевского округа Западной области, с 1935 года — в составе Калининской области, в 1994 года — центр Ореховского сельского округа, с 2005 года — в составе сельского поселения «Успенское». 

## Население
| 1859 | 1997 | 2002 | 2008 | 2010 |
| ---- | ---- | ---- | ---- | ---- |
| 65   | ↗186 | ↘140 | ↗147 | ↘112 |